# Município de Jackson (condado de Noble, Ohio)
O município de Jackson (em inglês: Jackson Township) é um município localizado no condado de Noble no estado estadounidense de Ohio. No ano de 2010 tinha uma população de 528 habitantes e uma densidade populacional de 6,29 pessoas por km².

## Geografia
O município de Jackson encontra-se localizado nas coordenadas 39° 37′ 20″ N, 81° 31′ 16″ O. Segundo o Departamento do Censo dos Estados Unidos, o município tem uma superfície total de 83.91 km², da qual 83,67 km² correspondem a terra firme e (0,28 %) 0,24 km² é água.

## Demografia
Segundo o censo de 2010, tinha 528 pessoas residindo no município de Jackson. A densidade populacional era de 6,29 hab./km². Dos 528 habitantes, o município de Jackson estava composto pelo 97,73 % brancos, o 0,19 % eram afroamericanos e o 2,08 % eram de uma mistura de raças. Do total da população o 0,38 % eram hispanos ou latinos de qualquer raça.